# Trachylepis nancycoutuae
Trachylepis nancycoutuae es una especie de escincomorfos de la familia Scincidae.

## Distribución geográfica yhábitat
Es endémica de Madagascar. Su rango altitudinal oscila alrededor de 700 y 750 m s. n. m..